# Munir Hasan

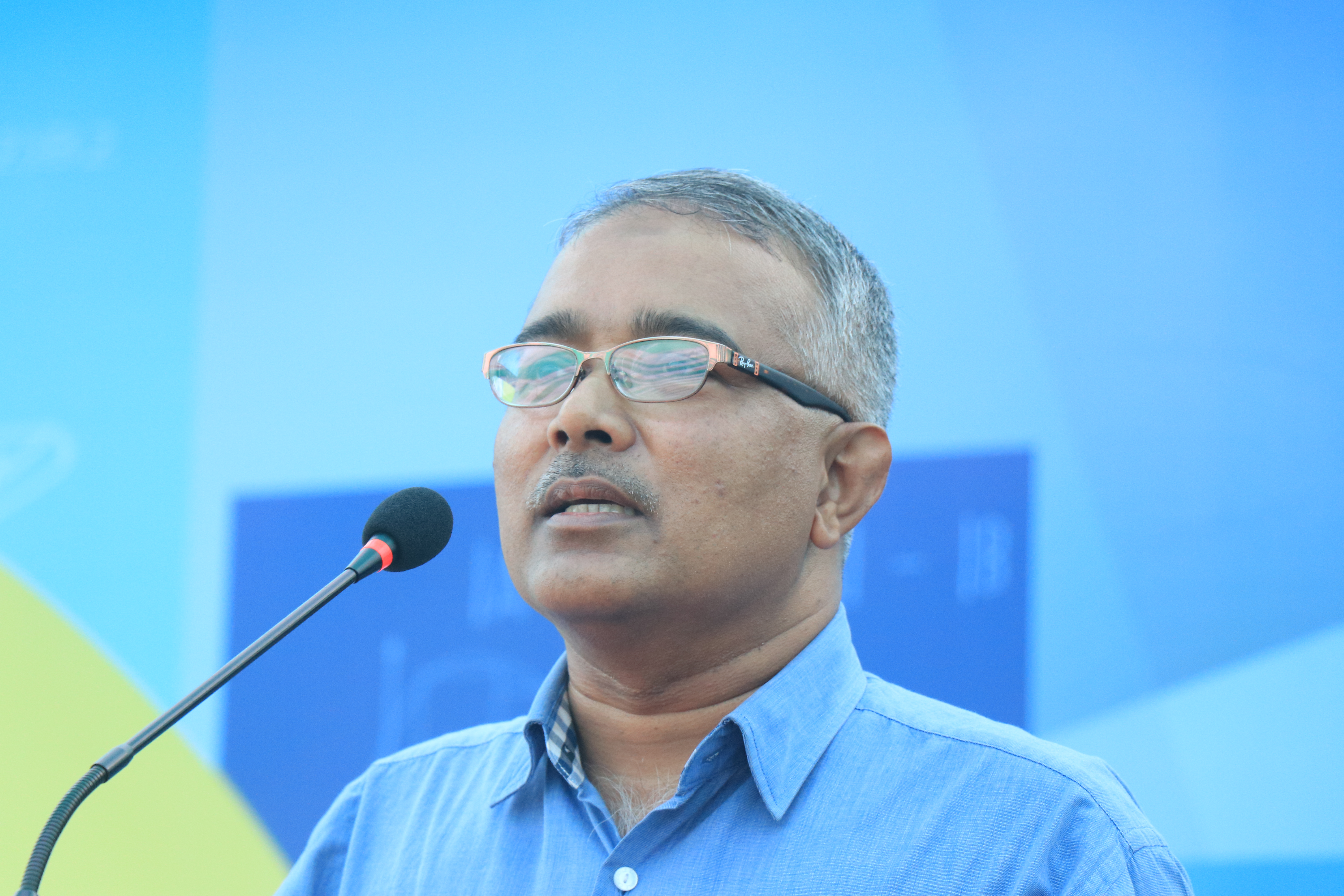
Munir Hasan bei der regionalen Mathematikolympiade 2018 in Dhaka

A A Munir Hasan (bengalisch মুনির হাসান) ist ein bangladeschischer Pädagoge, IKT-Lehrbuchautor, Autor und Ashoka Fellow von 2008.

## Wirken
Hasan ist Generalsekretär des Bangladesh Mathematical Olympiad Committee. Im Jahr 2001 gründete Munir zusammen mit Jamilur Reza Chowdhury, Muhammad Zafar Iqbal und Mohammad Kaykobad usw. die Mathematikolympiade-Bewegung in Bangladesch. Er ist eine prominente Persönlichkeit im Bereich der Interessenvertretung und Umsetzung technologiepolitischer Maßnahmen in Bangladesch. Eine seiner bemerkenswertesten Initiativen war die Organisation der größten wissenschaftlichen Expedition aller Zeiten in Bangladesch. Rund 200 junge Enthusiasten wurden 1995 nach Sundarban gebracht, um die Sonnenfinsternis vom 24. Oktober 1995 zu beobachten. Die Ergebnisse wurden in nationalen Tageszeitungen, Fachzeitschriften und in einer britischen astronomischen Zeitschrift veröffentlicht.

## Karriere
Als Gründungsgeneralsekretär des Bangladesh Mathematical Olympiad Committee spielt Munir Hasan eine Schlüsselrolle bei der Organisation der Bangladesh Mathematical Olympiad (BdMO). Er spielte eine bedeutende Rolle in der National Broadband Policy-2009. Er war aktiv an der Formulierung und Umsetzung der IKT-Politik 2009 beteiligt. Er war Berater des Ministeriums für Grundschul- und Massenbildung der Regierung von Bangladesch für die Entwicklung von Mathematik- und Naturwissenschaftsbüchern. Er leitete das Team für Bildungspolitik und war Mitglied des Redaktionsausschusses, der für die IKT-Lehrbücher für die Klassen VI–IX im Rahmen des nationalen Lehrplans verantwortlich war. Er arbeitete auch am neuen Lehrplan für Mathematik für die Schule in Bangladesch.

## Auszeichnungen
Im Jahr 2008 wurde Munir als Ashoka Fellow für seinen bedeutenden Beitrag zur Initiierung und Aufrechterhaltung der Mathematikolympiade in Bangladesch geehrt. Er erkannte die Ängste der Schüler vor Mathematik und startete 2002 ein Pilotprogramm, um ein positives Umfeld für den Mathematikunterricht zu schaffen. Munir gründete 2003 das Bangladesh Mathematical Olympiad Committee und leitete ein Team von Fachleuten, die Mathematikolympiaden fördern und organisieren. Munir stieß beim Zugang zu Lehrbüchern auf Schwierigkeiten und ging dieses Problem an, indem er die Nachfrage nach Mathematikpublikationen steigerte. In Zusammenarbeit mit Daily Prothom Alo machte er Mathematikrätsel populär, was zur Gründung eines speziellen Mathematikmagazins führte.